# Бжостек
Бжостек (пољ. Brzostek) град је у Пољској у Војводству поткарпатском. По подацима из 2012. године број становника у месту је био 2697.
.

## Становништво
| 2012. |
| ----- |
| 2.697 |